# الخصوصية المكافئة للشبكات السلكية
الخصوصية المكافئة للشبكات السلكية (بالإنجليزية: Wired Equivalent Privacy اختصاراً WEP)‏ هي خوارزمية خاصة بأمن الشبكات المحلية اللاسلكية الموصوفة في المعيار آي تربل إي 802.11. أدخلت الخوارزمية كجزء من المعيار الأصلي للشبكات المحلية اللاسلكية في العام 1997م، وهي تعمل على تأمين سرية للبيانات المنقولة عبر الشبكة قابلة للمقارنة مع السرية التي تؤمنها الأوساط الموجهة، مثل الأسلاك، في الشبكات السلكية. تُعرف هذه الخوارزمية بالمفتاح المستخدم الذي يكون بطول 10 أو 26 محرف ست عشري، على نطاق واسع، غالباً ما تكون الخيار الأمني الأول المُقدّم إلى المستخدمين للشبكات.
على الرغم من اسمها يعني أنه آمن مثل اتصال سلكي، وقد تجلى WEP لدينا العديد من العيوب ولقد تم إهمال لصالح أحدث المعايير مثل WPA2. في عام 2003 أعلن تحالف واي فاي التي WEP كانت قد حلت محلها واي فاي الوصول المحمي (WPA= wifi protected access). في عام 2004، مع التصديق على كامل 802.11i القياسية (أي WPA2)، أعلن IEEE أن كلا WEP-40 و WEP-104 «قد تم إهمالها لأنها تفشل في تحقيق الاهداف الامنية اللتي انشئت من اجلها». [4]

## طريقة التشفير
إن آلية التشفير هي باستخدام خوارزمية RC4 StreamCipher لتشفير المفتاح الأساسي، تعتبر هذه الخوارزمية خوارزمية متماثلة أي أن الكود المستخدم في التشفير عند المرسل هو نفسه المستخدم في فك التشفير عند المستقبل وباستخدام KeyStream (خرج الخوارزمية) وبعملية منطقية XOR مع plainText يكون الناتج هو النص المشفر CipherText وفي حالة البروتوكول WEP هي حزمة الوايرليس المرسلة أو المستقبلة.
بالإضافة لاستخدام كود التحقق CRC-32 لكشف الأخطاء الناتجة عن الضجيج أو حتى محاولات التلاعب بالحزم.
إن WEP-64 القياسية ويطلق عليها WEP-40 حيث أنها تحوي 40 بت للمفتاح الأساسي ,24 بت هو رقم يختار عشوائياً Initiulization Vector – IV و يضاف على المفتاح الأساسي.
إن مفتاح WEP-64 يمثل بـ 10 أرقم ست عشرية أو 5 أحرف ASCII , وهذا الذي قلل وبشكل كبير الاحتمالات للمفاتيح المدخلة.
في WEP-128 يتم إدخال 26 رقم ست عشري أو 13 حرف ASCII ز حيث أن كل رقم ست عشري يقابل أربع أرقام ثنائية فإن 26 * 4 = 104 و 24 بت IV يكون المجموع 128 بت.
و أما النظام الثالث يسمي WEP-256 لأنه يحتوي على 58 رقم ست عشري أي 232 بت وبالمجموع السابق يكون الناتج 256 بت هو RC4 Key .

## الصلاحيات
نوعان من الصلاحيات مستخدمة في النظام:
- نظام المفتاح المشترك وهو ان يرسل الرواتر نص عادي إلى المستخدم ويستقبله ثانية من مشفر ويفك تشفير إذا تمت العملية بنجاح يت التواصل
- النظام المفتوح

## انظمة تشفير حديثة للشبكات السلكية
- الخصوصية المكافئة للشبكات السلكية نظام التشفير القياسي 64 بت
- الخصوصية المكافئة للشبكات السلكية نظام تشفير 128 بت
- WEP 256 نظام تشفير 256 بت
- Dynamic WEP نظام التشفير الديناميكي
- WEP PLUS
- WPA نظام الوصول للشبكات اللاسلكية المحمي
- وصول محمي للشبكات اللاسلكية نظام الوصول للشبكات اللاسلكية المحمي الطراز الثاني